# Lomond Hills
Lomond Hills är kullar i Storbritannien.   De ligger i kommunen Fife och riksdelen Skottland, i den norra delen av landet, 600 km norr om huvudstaden London.
Lomond Hills sträcker sig 8,7 km i öst-västlig riktning. Den högsta toppen är West Lomond, 522 meter över havet.
Topografiskt ingår följande toppar i Lomond Hills:
- East Lomond
- West Lomond